# Parapagurodes laurentae
Parapagurodes laurentae är en kräftdjursart som beskrevs av McLaughlin och Haig 1973. Parapagurodes laurentae ingår i släktet Parapagurodes och familjen eremitkräftor. Inga underarter finns listade i Catalogue of Life.